# شيلبورن (إنديانا)
شيلبورن (بالإنجليزية: Shelburn town, Indiana)‏ هي بلدة تقع بولاية إنديانا في الولايات المتحدة. تبلغ مساحتها 1.79 كم2، وترتفع عن سطح البحر 165 م، بلغ عدد سكانها 1,252 نسمة في عام 2010 حسب إحصاء مكتب تعداد الولايات المتحدة وتصل الكثافة السكانية فيها 699.4 نسمة لكل كيلومتر مربع (1,811.4/ميل2).

## التركيبة السكانية
حدّد مكتب تعداد الولايات المتحدة بيانات التركيبة السكانية لشيلبورن في تعداد الولايات المتحدة. في ما يلي، التركيبة السكانية حسب تعدادي 2000 و2010.

### تعداد عام 2000
بلغ عدد سكان شيلبورن 1,268 نسمة بحسب تعداد عام 2000، وبلغ عدد الأسر 510 أسرة وعدد العائلات 351 عائلة مقيمة في البلدة. في حين سجلت الكثافة السكانية 708.4 نسمة لكل كيلومتر مربع (1,834.7/ميل2). وبلغ عدد الوحدات السكنية 585 وحدة بمتوسط كثافة قدره 326.8 لكل كيلومتر مربع (846.4/ميل2).
وتوزع التركيب العرقي للبلدة بنسبة 97.79% من البيض و0.24% من الأمريكيين الأفارقة و0.08% من الأمريكيين الأصليين و0.16% من الأمريكيين ذوي الأصول الآسيوية و0.39% من الأعراق الأخرى و1.34% من عرقين مختلطين أو أكثر و0.55% من الهسبانيون أو اللاتينيون من أي عرق.
بلغ عدد الأسر 510 أسرة كانت نسبة 38% منها لديها أطفال تحت سن الثامنة عشر تعيش معهم، وبلغت نسبة الأزواج القاطنين مع بعضهم البعض 48% من أصل المجموع الكلي للأسر، ونسبة 14.7% من الأسر كان لديها معيلات من الإناث دون وجود شريك، بينما كانت نسبة 6.1% من الأسر لديها معيلون من الذكور دون وجود شريكة وكانت نسبة 31.2% من غير العائلات. تألفت نسبة 27.8% من أصل جميع الأسر من عدة أفراد يعيشون في نفس المنزل ونسبة 11.4% كانت تتألف من شخص يعيش بمفرده يبلغ من العمر 65 عاماً أو أكثر. وبلغ متوسط حجم الأسرة المعيشية 2.47، أما متوسط حجم العائلات فبلغ 2.96.
بلغ العمر الوسطي للسكان 34.3 عاماً. وكانت نسبة 27.6% من القاطنين تحت سن الثامنة عشر، وكانت نسبة 9.1% بين الثامنة عشر والرابعة والعشرين عاماً، ونسبة 26.7% كانت واقعةً في الفئة العمرية ما بين الخامسة والعشرين والرابعة والأربعين عاماً، ونسبة 23.9% كانت ما بين الخامسة والأربعين والرابعة والستين، ونسبة 12.2% كانت ضمن فئة الخامسة والستين عاماً فما فوق. يوجد لكل 100 أنثى 93.7 ذكر، ويوجد لكل 100 أنثى في الثامنة عشر من عمرها فما فوق 90.6 ذكر.
بلغ متوسط دخل الأسرة في البلدة 25,714 دولارًا، أما متوسط دخل العائلة فبلغ 30,294 دولارًا. وكان متوسط دخل الذكور 26,467 دولارًا مقابل 20,521 دولارًا للإناث. وسجل دخل الفرد الخاص بالبلدة 12,752 دولارًا. وكانت نسبة 17% من العائلات ونسبة 18% من السكان تحت خط الفقر، وكان من هؤلاء نسبة 26.8% تحت سن الثامنة عشر ونسبة 12.7% في الخامسة والستين من العمر وما فوق.

### تعداد عام 2010
بلغ عدد سكان شيلبورن 1,252 نسمة بحسب تعداد عام 2010، وبلغ عدد الأسر 485 أسرة وعدد العائلات 334 عائلة مقيمة في البلدة. في حين سجلت الكثافة السكانية 699.4 نسمة لكل كيلومتر مربع (1,811.4/ميل2). وبلغ عدد الوحدات السكنية 556 وحدة بمتوسط كثافة قدره 310.6 لكل كيلومتر مربع (804.5/ميل2).
وتوزع التركيب العرقي للبلدة بنسبة 96.17% من البيض و0.48% من الأمريكيين الأصليين و0.64% من الأمريكيين ذوي الأصول الآسيوية و0.56% من الأعراق الأخرى و2.16% من عرقين مختلطين أو أكثر و1.20% من الهسبانيون أو اللاتينيون من أي عرق.
بلغ عدد الأسر 485 أسرة كانت نسبة 36.3% منها لديها أطفال تحت سن الثامنة عشر تعيش معهم، وبلغت نسبة الأزواج القاطنين مع بعضهم البعض 44.1% من أصل المجموع الكلي للأسر، ونسبة 16.5% من الأسر كان لديها معيلات من الإناث دون وجود شريك، بينما كانت نسبة 8.2% من الأسر لديها معيلون من الذكور دون وجود شريكة وكانت نسبة 31.1% من غير العائلات. تألفت نسبة 23.7% من أصل جميع الأسر من عدة أفراد يعيشون في نفس المنزل ونسبة 8.7% كانت تتألف من شخص يعيش بمفرده يبلغ من العمر 65 عاماً أو أكثر. وبلغ متوسط حجم الأسرة المعيشية 2.58، أما متوسط حجم العائلات فبلغ 3.00.
بلغ العمر الوسطي للسكان 37.1 عاماً. وكانت نسبة 26.8% من القاطنين تحت سن الثامنة عشر، وكانت نسبة 8.3% بين الثامنة عشر والرابعة والعشرين عاماً، ونسبة 26% كانت واقعةً في الفئة العمرية ما بين الخامسة والعشرين والرابعة والأربعين عاماً، ونسبة 26.5% كانت ما بين الخامسة والأربعين والرابعة والستين، ونسبة 12.5% كانت ضمن فئة الخامسة والستين عاماً فما فوق. وتوزع التركيب الجنسي للسكان بنسبة 48.5% ذكور و51.5% إناث.